# LVI Korpus Pancerny (III Rzesza)
LVI Korpus Pancerny, (niem. LVI. Panzerkorps) – jeden z niemieckich korpusów pancernych, uczestniczył w ataku na Związek Radziecki, w Berlinie oddał się do niewoli Armii Czerwonej. 

## Historia
Jednostka jako LVI Korpus Zmotoryzowany została sformowana 15 lutego 1941 roku w Bawarii, na potrzeby planowanego ataku na ZSRR. 1 marca 1942 roku została przemianowana na LVI Korpus Pancerny. Szlak bojowy Korpus dowodzony przez Ericha von Mansteina rozpoczął atakiem z Prus Wschodnich w kierunku Dyneburga, który zdobył 26 czerwca 1941 roku. Przez cały okres wojny Korpus walczył na froncie wschodnim przeciw Armii Czerwonej. 
Dotarł aż pod Moskwę, gdzie w trakcie walk jego dalszy marsz został powstrzymany. Został zmuszony do odwrotu w czasie którego utracił  wiele sprzętu. Po tej bitwie gen. Ferdinand Schaal, zauważył, że jego żołnierze stracili wolę walki i w obawie o dostanie się do niewoli starali się unikać pobytu na pierwszej linii.  
Skład LVI KPanc. był ruchomy i w latach 1941–1945 tworzyły go między innymi jednostki: 10 Dywizja Pancerna, 19 Dywizja Pancerna oraz dywizje piechoty: 52, 131, 267, 321, 331 i Dywizja Zmotoryzowana SS „Totenkopf”. 
W czasie ofensywy rozpoczętej 12 stycznia 1945 roku, LVI KPanc. został rozbity na ziemiach polskich, przez Armię Czerwoną. W lutym z niedobitków OW Wrocław odtworzyło LVI KPanc. ponownie. W maju 1945 roku walczył on w obronie stolicy III Rzeszy. 2 maja 1945 roku szef sztabu LVI KPanc płk Theodor von Dufving nawiązał kontakt z dowództwem radzieckiej 47 Dywizji Strzeleckiej z 8 Gwardyjskiej Armii i oświadczył, że decyzją dowódcy korpusu Helmutha Weidlinga jednostki LVI KPanc. przerywają walkę i kapitulują. O 15:00 do niewoli radzieckiej trafili żołnierze korpusu wraz z gen. Weidlingiem i garnizonem berlińskim. 

## Dowództwo korpusu
Dowódcy:
- gen. Erich von Manstein (1941)
- gen. Ferdinand Schaal (1941−1943)
- gen. Friedrich Hoßbach (1943)
- gen. Anton Graßer (1943)
- gen. Friedrich Hoßbach (1943−1944)
- gen. Johannes Block (1944−1945)
- gen. Rudolf Koch-Erpach (1945)
- gen. Helmuth Weidling (do 2 maja 1945)[7]

szef sztabu:
- płk Theodor von Dufving

## Struktura organizacyjna
Skład w dniu agresji na ZSRR:
- 8 Dywizja Pancerna - gen. mjr Erich Brandenberger
- 3 Dywizja Zmotoryzowana - gen. por. Kurt John
- 290 Dywizja Piechoty - gen. por. Theodor von Wrede

Skład w czerwcu 1944:
- 1 Dywizja Narciarska
- 26 Dywizja Piechoty
- 131 Dywizja Piechoty
- 253 Dywizja Piechoty
- 342 Dywizja Piechoty